# شاطیء یبرد (روستا)
 شاطیء یبرد به عربی ( شاطیء یبرد )، روستایی است در دهستان مُسْتبا از توابع استان حَجّه در کشور یمن در شبه جزیره عربستان.

## جمعیت
جمعیت آن ( ۶۵) نفر (۶ خانوار) می‌باشد.